# Verbod op détournement de pouvoir
Het verbod op détournement de pouvoir, gedeeltelijk Frans voor 'machtsverdraaiing' of (meer gebruikelijk in Vlaanderen) 'afwending van bevoegdheid' of 'machtsafwending', is een verbod voor bestuursorganen om bestuursbevoegdheden te gebruiken voor een ander doel dan waarvoor ze gegeven zijn.
In Nederland is dit verbod ontstaan uit jurisprudentie van de Hoge Raad der Nederlanden en is nadien gecodificeerd in art. 3:3 Awb.

## Voorbeeld
Het gemeentebestuur vorderde een woning ten behoeve van een inspecteur van politie omdat de verhuurder van de woning te hoge huren berekende. Het bestuur had de woning mogen vorderen in het kader van het Vorderingsbesluit Woonruimte als dit niet was gebeurd om de verhuurder te straffen voor het berekenen van te hoge huurprijzen maar om de beschikbare woonruimte doelmatig te verdelen (dit besluit diende een doelmatige verdeling van de beschikbare woonruimte te bewerkstelligen na de Tweede Wereldoorlog). Het motief van de vordering door het gemeentebestuur strookte niet met het doel en de strekking van het Vorderingsbesluit en dus is het gemeentebestuur buiten zijn bevoegdheden getreden.